# Arabellata
Arabellata es un género de arañas araneomorfas de la familia Clubionidae. Se encuentra en  Papúa Nueva Guinea.

## Lista de especies
Según The World Spider Catalog 12.0:
- Arabellata nimispalpata Baert, Versteirt & Jocqué, 2010
- Arabellata terebrata Baert, Versteirt & Jocqué, 2010